# HD149250
HD149250 — подвійна зоря. 
Дана подвійна система має видиму зоряну величину в смузі V приблизно 9,7.

## Подвійна зоря
Головна зоря цієї системи належить до хімічно пекулярних зір й має спектральний клас A0.
В той же час спектральний клас іншої компоненти залишається  ще не визначеним.

## Фізичні характеристики
Телескоп Гіппаркос зареєстрував фотометричну змінність  даної зорі з періодом    3,55 доби в межах від  Hmin= 9,37 до  Hmax= 9,25.

## Пекулярний хімічний склад
Зоряна атмосфера HD149250 має підвищений вміст 
Cr
.